# Urban Stein
Urban Stein (Colonia, 21 de agosto de 1845 - Mangalore, 21 de octubre de 1888) fue un sacerdote jesuita alemán, misionero en India y fundador de la Congregación de las Ursulinas Franciscanas.

## Biografía
Urban Stein nació en Colonia en el Rin Alemania, el 21 de agosto de 1845. Sus padres fueron John Stein y Anna Elizabeth Durst. Realizó sus primeros estudios en el gimnasio de St Marcellus de la Compañía de Jesús. A los diecisiete años decidió ingresar a la compañía. El 30 de noviembre de 1862 inició su noviciado en Friedrichsburg (Westfalia). Profesó sus primeros votos el 10 de octubre de 1864. Al finalizar sus estudios de filosofía fue enviado como misionero a Bombay (India). Allí estudió la teología y fue ordenado sacerdote el 22 de septiembre de 1876.
El 26 de diciembre de 1878, Stein fue destinado a la misión de Mangalore, en la que fue párroco de la iglesia del Santísimo Rosario, una de las misiones más grandes e importantes de la diócesis de Mangalore. Como párroco se caracterizó por avivar la pastoral catequética entre los cristianos y la enseñanza de la fe entre los no cristianos, por la propagación de la devoción eucarística, la práctica frecuente de los sacramentos y la visita a los enfermos. Fundó algunas asociaciones laicales para fortalecer el trabajo misionero, especialmente parroquial, entre otras, el Sodalicio de la Santísima virgen María (para mujeres), los Hijos de María (para niños), la Congregación del Sagrado Corazón (para propagar la devoción al Sagrado Corazón de Jesús) y el Sodalicio de San José (para sastres). Además de su preocupación por la enseñanza de la fe cristiana, fue un benefactor de la cultura, estableció una biblioteca, se dedicó a la formación de maestros, promovió la educación secular y reparó la catedral.
Entre las obras más importantes de Stein se encuentra la fundación de la Congregación de las Ursulinas Franciscanas, el 10 de abril de 1887, con el fin de ayudar a los sacerdotes en las diversas actividades parroquiales. Además jugó un papel importante de mediación entre el gobierno de Goa y la arquidiócesis, por la designación del obispo Nicola Maria Pagani. El 21 de octubre de 1888 murió en Mangalore.